# Cipì
Cipì è un romanzo scritto dal maestro Mario Lodi insieme ai suoi bambini della scuola elementare di Vho di Piadena nei tardi anni Cinquanta. Pubblicato per la prima volta dalle Edizioni Avanti! nel 1961, viene ripreso da Einaudi nel 1972. Il libro, ritenuto un capolavoro della letteratura infantile, è uno dei più famosi romanzi italiani per bambini.

## Trama
Il libro narra la storia di Cipì, un passerotto che si distingue dai suoi fratelli e dai suoi simili sin dal suo primo giorno di vita per un desiderio smisurato di conoscere ed esplorare il mondo. Già dalla nascita il nido gli sta stretto e i consigli della mamma non bastano a frenare la sua curiosità perché la voglia di imparare è sempre più forte della prudenza. Questa sua ribellione lo porta a misurarsi con grandi esperienze ed imprese: scopre le bellezze della natura e il valore dell'amicizia, e più avanti impara a difendersi dagli uomini, dall'«animale coi baffi» (un gatto, che gli strapperà in seguito un pezzo di coda), dalla neve, dal temporale e dal «Signore della Notte» (un gufo, che gli altri passeri considerano un vecchio saggio che dispensa buoni consigli e si nutre di raggi di luna; Cipì sarà il primo a rendersi conto che in realtà mangia altri uccelli).
Alla fine Cipì diventa padre a sua volta e insegna ai suoi figli «ad essere laboriosi per mantenersi onesti, ad essere buoni per poter essere amati, ad aprire bene gli occhi per distinguere il vero dal falso, ad essere coraggiosi per difendere la libertà».
Scrive a tal proposito Gianni Rodari, il quale lo recensisce: «Mario Lodi [...] insegna in un modo del tutto nuovo, usando tecniche didattiche note e care solo a una minoranza d’eccezione, nel mondo tuttavia in movimento della scuola elementare. In questa scuola nuova, democratica fin nel midollo, è nato Cipì (Avanti!), che Mario Lodi ha scritto rielaborando testi dei suoi ragazzi. È la storia di una famiglia di passeri che i bambini, per un intero anno scolastico, osservarono su una grondaia, in faccia alla finestra della classe: dalla costruzione del nido alla nascita dei piccoli, attraverso i piccoli o drammatici avvenimenti quotidiani (la comparsa del gatto, il temporale, eccetera). Ma è contemporaneamente la storia di ogni bambino che viene a questo mondo, delle scelte che la vita gli impone, dei sentimenti e delle idee che egli matura dall’esperienza».

## Edizioni
- Cipì, Milano, Edizioni Avanti!, 1961.
- Cipì, Torino, Einaudi, 1972, ISBN 978-8806033781.